# Anders Ahlberg

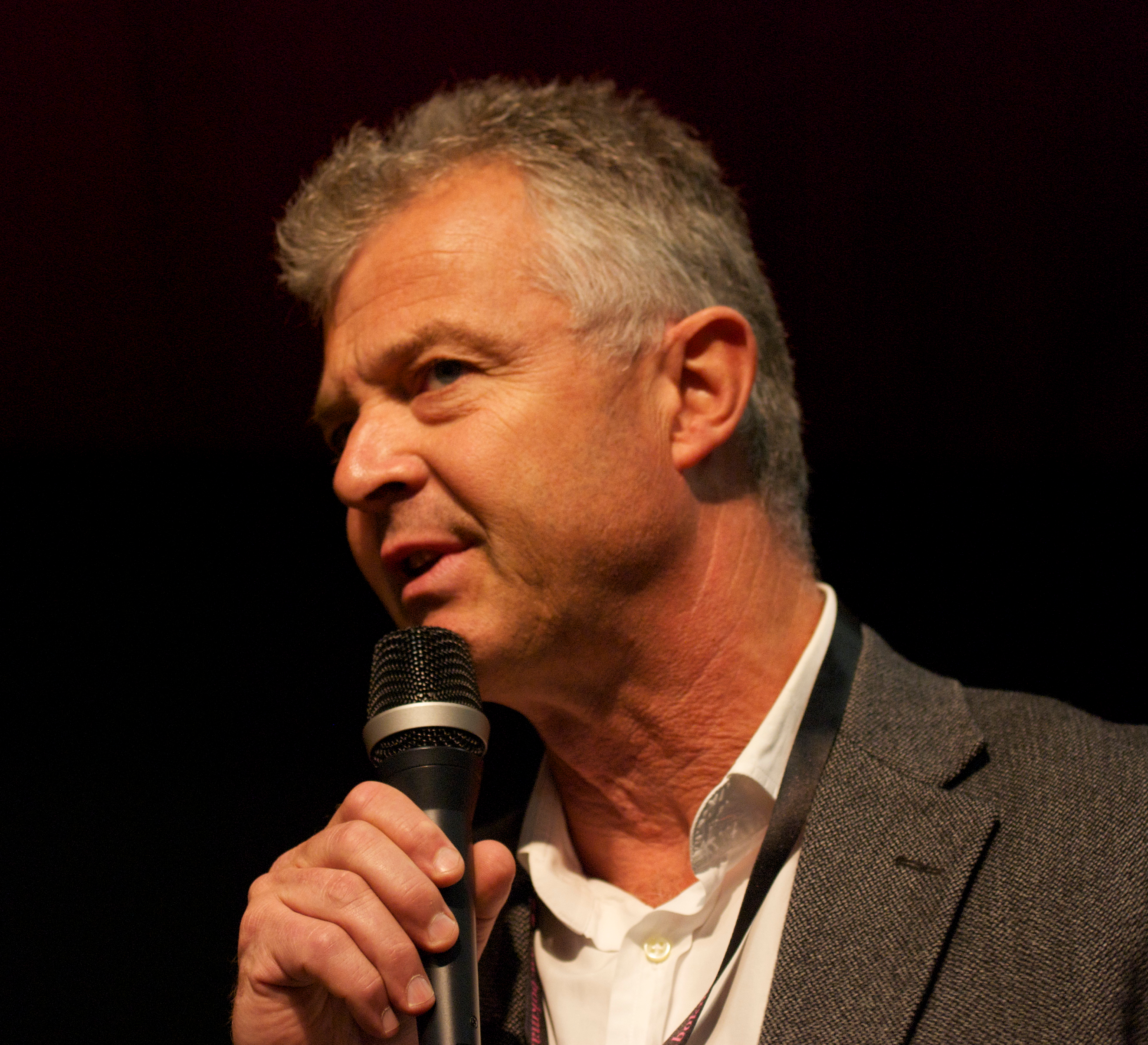
Anders Ahlberg 2011.

Anders Gustaf Ahlberg, född 23 januari 1955 i Lund, är en svensk journalist. Han är son till Bo Ahlberg.
Till hans tidigare arbetserfarenheter hör Nordvästra Skånes Tidningar 1979-1982 och tjänst som bland annat redaktionschef på Expressen 1983-86, huvudredaktör på Vestmanlands läns tidning 1996 samt chefredaktör på bransch- och arbetsgivarorganisationen Tidningsutgivarnas tidning Medievärlden och Land och lantbruk. När Tidningsutgivarna beslutade att bara ge ut tidningen på nätet avgick Ahlberg.
Ahlberg var publisher för Kyrkans tidning och vd för Berling press AB 2010-12.
Han växte upp i ett hem där bibeln var central. Anders Ahlbergs far var teolog och sedermera lärare i religion och historia, och både hans farfar och morfar var prostar. Han har i en tidigare intervju beskrivit sig som agnostiker, men kallar sig i dag kristen och "sporadisk gudstjänstbesökare".
Ahlberg har också varit medförfattare till boken Styra, leda, inspirera, en bok om chefskap på redaktioner. Han bor i Nacka kommun tillsammans med sin familj.